# Brasiliens Grand Prix 2003
Brasiliens Grand Prix 2003 var det tredje av 16 lopp ingående i formel 1-VM 2003.

## Rapport
Detta lopp var ett av de stökigaste formel 1-loppen i modern tid. Man skulle köra 71 varv, men under loppet svepte ett antal stormbyar med regn över arenan, vilket dränkte tävlingsbanan och ökade därmed risken för vattenplaning. Ett stort antal förare, inklusive världsmästaren Michael Schumacher, snurrade av banan. Samtidigt hände flera olyckor, som dessutom gjorde förarna mycket irriterade på varandra.
Kimi Räikkönen ledde loppet på varv 52, men ett misstag ledde till att Giancarlo Fisichella kunde överta ledningen på varv 54. Under varv 55 kraschade Mark Webber svårt i kurvan före start- och målrakan, vilket medförde att säkerhetsbilen kom ut på banan. När sedan Fernando Alonso körde på ett av Webbers däck, som lossnat, voltade hans bil upp i en bildäcksbarriär framför ett skyddsräcke. Vid nedslaget lösgjordes ett stort antal bildäck från säkerhetsanordningen och hamnade på banan, vilket gjorde det nästan omöjligt att fortsätta loppet på ett säkert sätt. Medan Alonso haltade till ambulansen, rödflaggades loppet, vilket avslutade loppet av säkerhetsskäl.
Eftersom mindre än 75 procent av loppet hade körts, angav FIA:s regler att resultatet skull baseras på förarnas placering två varv innan loppet bröts. Funktionärerna, som felaktigt trodde att Fisichella var på sitt 55:e varv, tilldelade segern till Räikkönen, som ledde loppet på det 53:e varvet. Fisichella angavs som tvåa och Alonso i ambulansen som trea.
Åtskilliga dagar senare, när kaoset och tumultet efter loppet hade dött ut, visade det sig att Fisichella redan hade påbörjat sitt 56:e varv innan den röda flaggan visades. Detta betydde att resultatet inte skulle räknas på placeringen på varv 53, utan på varv 54. Eftersom Fisichella ledde loppet på varv 54, blev han senare utnämnd till loppets segrare den 11 april och fick motta priset vid efterföljande race. Giancarlo Fisichella är den ende formel 1-föraren, som efter att ha vunnit ett lopp inte fått stå överst på podiet under en prisceremoni.
Efter att ha tagit del av fakta lämnade McLaren inte in någon protest. Räikkönen blev nu istället tvåa i loppet, vilket betydde att han fick två poäng mindre och förlorade därmed eventuellt världsmästerskapet 2003 till Michael Schumacher, som vann VM med två poäng.

## Resultat
1. Giancarlo Fisichella, Jordan-Ford, 10 poäng
2. Kimi Räikkönen, McLaren-Mercedes, 8
3. Fernando Alonso, Renault, 6
4. David Coulthard, McLaren-Mercedes, 5
5. Heinz-Harald Frentzen, Sauber-Petronas, 4
6. Jacques Villeneuve, BAR-Honda, 3
7. Ralf Schumacher, Williams-BMW, 2
8. Jarno Trulli, Renault,
9. Mark Webber, Jaguar-Ford (varv 53, bröt loppet)
10. Cristiano da Matta, Toyota

### Förare som bröt loppet
- Mark Webber, Jaguar-Ford (varv 53, olycka)
- Rubens Barrichello, Ferrari (46, bränslesystem)
- Jenson Button, BAR-Honda (32, olycka)
- Jos Verstappen, Minardi-Cosworth (30, snurrade av)
- Michael Schumacher, Ferrari (26, olycka)
- Juan Pablo Montoya, Williams-BMW (24, olycka)
- Antonio Pizzonia, Jaguar-Cosworth (24, olycka)
- Olivier Panis, Toyota (17, kollision)
- Ralph Firman, Jordan-Ford (17, upphängning)
- Justin Wilson, Minardi-Cosworth (15, snurrade av)
- Nick Heidfeld, Sauber-Petronas (8, oljesystem)

## VM-ställning
| Förarmästerskapet 1. Kimi Räikkönen, McLaren-Mercedes, 24 2. David Coulthard, McLaren-Mercedes, 15 3. Fernando Alonso, Renault, 14 | Konstruktörsmästerskapet 1. McLaren-Mercedes, 39 2. Renault, 23 3. Ferrari, 16 Williams-BMW, 16 |